# بهترین بلوز
بهترین بلوز (به انگلیسی: Mo' Better Blues) فیلمی است محصول سال ۱۹۹۰ و به کارگردانی اسپایک لی است. در این فیلم بازیگرانی همچون دنزل واشینگتن، اسپایک لی، وسلی اسنایپس، جیانکارلو اسپوزیتو، رابین هریس، جوئی لی، بیل نون، جان تورتورو، دیک آنتونی ویلیامز، سیندا ویلیامز، ساموئل ال. جکسون، ابی لینکلن، نیکولاس تورتورو، شارلی مورفی و دایان کارول ایفای نقش کرده‌اند.

## خلاصه داستان
فیلم، داستان بلیک گیلیام (با بازی دنزل واشینگتن)، نوازندهٔ ترومپت است که مشکلات فراوانی دارد؛ کوئینتت (گروه ۵ نفره) او با رقابت اعضای گروه دست و پنجه نرم می‌کند، مدیر برنامه‌های گروهش که دوست نزدیک او نیز هست (با بازی اسپایک لی) به شدت بدهکار است و خود او هم در زندگی عاطفی اش دچار بحران شده است.
بیل لی پدر اسپایک لی، کارگردان فیلم، وظیفهٔ آهنگسازی را در این فیلم (و سه فیلم دیگر اسپایک) بعهده داشت و یکسال بعد از این فیلم (بعد از دستگیری او بخاطر حمل هروئین) رابطه ش با پسرش به‌طور کلی قطع شد. کوارتتِ برنفورد مارسالیس (ساکسفون) به همراه ترنس بلنچارد (ترومپت) نوازندگان موسیقی متن (و سکانس‌هایی که بازیگران در حال اجرای موسیقی هستند) این فیلم هستند و ابی لینکلن، (خواننده)، هم نقش کوتاهی (مادر بلیک) در فیلم بازی می‌کند.
داستان زندگی گیلیام تا اندازه ای الهام گرفته از زندگی وینتن مارسالیس (برادر برنفورد مارسالیس) است و به غیر از درامر گروه (جف «تین» واتس) بقیهٔ اعضا نوازنده نیستند.